# Cucullia naruenensis
Cucullia naruenensis là một loài bướm đêm trong họ Noctuidae.